# Theo van Vroonhoven
Theo van Vroonhoven (Venlo, 15 mei 1940) is een Nederlands voormalig hockeyer.

## Biografie
Van Vroonhoven werd geboren in Venlo en verhuisde later naar de provincie Utrecht. Hij speelde voor SCHC uit Bilthoven. Voor de Nederlandse hockeyploeg kwam de aanvaller 87 keer uit. Hij maakte daarnaast deel uit van de selecties die deelnamen aan de Olympische Spelen van 1960, van 1964 en van 1968.
Buiten het hockey was Van Vroonhoven arts. Hij werd opgeleid tot chirurg aan de Erasmus Universiteit in Rotterdam, waar hij in 1974 promoveerde. Van 1974 tot aan zijn emeritaat in 2005 was hij hoogleraar aan de Universiteit Utrecht en afdelingshoofd bij het Academisch Ziekenhuis Utrecht (het latere Universitair Medisch Centrum Utrecht). Merel van Vroonhoven is zijn dochter. 
Wim de Beer · 
Patrick Buteux van der Kamp · 
Carel Dekker · 
Thom van Dijck · 
Jan-Willem van Erven Dorens · 
Frans Fiolet · 
Jan van Gooswilligen · 
Egbert de Graeff · 
Freddie Hooghiemstra · 
Jaap Leemhuis · 
Gerard Overdijkink · 
Gerrit de Ruiter · 
Theo Terlingen · 
Theo van Vroonhoven · 
Hans Wagener · 
Eddie Zwier · 
Coach: Jan Anjema
Joost Boks · 
Charles Coster van Voorhout · 
John Elffers · 
Frans Fiolet · 
Jan Piet Fokker · 
Jan van Gooswilligen · 
Francis van 't Hooft · 
Arie de Keyzer · 
Leendert Krol · 
Jaap Leemhuis · 
Chris Mijnarends · 
Erik van Rossem · 
Nico Spits · 
Theo Terlingen · 
Jan Veentjer · 
Jaap Voigt · 
Theo van Vroonhoven · 
Frank Zweerts ·
Coach: Piet Bromberg
Joost Boks · 
Aart Brederode · 
Edo Buma · 
Sebo Ebbens · 
John Elffers · 
Jan Piet Fokker · 
Otto ter Haar · 
Gerard Hijlkema · 
Arie de Keyzer · 
Ewald Kist · 
Tippy de Lanoy Meijer · 
Frans Spits · 
Heiko van Staveren · 
Theo Terlingen · 
Kik Thole · 
Theo van Vroonhoven · 
Piet Weemers ·
Coach: Piet Bromberg